# Comune distrettuale di Zarasai
Il comune distrettuale di Zarasai è uno dei 60 comuni della Lituania, situato nella regione dell'Aukštaitija al confine con la Bielorussia e con la Lettonia: circa il 90% del parco regionale di Gražutė si trova in questo distretto.
A Madagaskaras nacque lo psicologo e vescovo cattolico Mečislovas Reinys.

## Geografia fisica e turismo
Il 30% dell'area è ricoperta da foreste (il 65% sono foreste di conifere), circa il 10% da laghi: nel distretto vi sono infatti circa 300 specchi d'acqua dolce, includendo anche quelli di piccole dimensioni. Il più famoso è sicuramente il lago Sartai, famoso per le corse di cavalli che si tengono nel periodo invernale. Un altro lago importante è il lago Drūkšiai, il più grande lago della Lituania che in parte appartiene a questo distretto. Vi sono in più altri tre laghi che rientrano tra i 10 più ampi della nazione. Esistono circa 20 laghi artificiali, di cui quello di maggiori dimensioni è detto in lituano Antalieptės marios (bacino di Antalieptė). Ha una storia unica nel suo genere per il Paese baltico: è stato generato dai ben 27 fiumi che sono confluiti nel bacino di una diga costruita sul fiume Šventoji: è costituito da circa cinquanta isole. Il più lungo dei corsi è il sopraccitato Šventoji (percorre circa 45 km in questo distretto). Nel distretto vi sono anche due parchi regionali: Sartai e Gražutė.
La regione, come si può comprendere, è estremamente ricca dal punto di vista delle bellezze naturali: nonostante le potenzialità, a causa della sua posizione periferica, il turismo non è assai sviluppato. Zarasai e i suoi dintorni sono distanti dalle maggiori città (tra tutte, si pensi a Vilnius). Anche per questo motivo, si preferiscono generalmente mete situate nel Comune distrettuale di Molėtai  o il Parco nazionale dell'Aukštaitija.
Il distretto è colmo di fortezze di collina del IX-XII secolo. Furono usate per difendersi dai cavalieri di Livonia, ordine religioso cavalleresco formato principalmente da cavalieri tedeschi di stanza nell'odierna città lettone Daugavpils.
Cresce qui infine il più antico albero vivente lituano, la quercia di Stelmužė.

## Amministrazione

### Centri principali
Così si configura la ripartizione dei distretti:
- 2 capoluoghi (miestas): Zarasai (centro principale) e Dusetos;
- 3 città di medie dimensioni (miestelis): Antalieptė, Salakas, e Turmantas;
- Circa 800 centri rurali e insediamenti di piccola dimensione.

I luoghi più popolosi dell'area (2001):
- Zarasai – 8365
- Dusetos – 2054
- Salakas – 604
- Dimitriškės – 470
- Antazavė – 461
- Turmantas – 397
- Aviliai – 373
- Antalieptė – 359
- Degučiai – 324

### Seniūnijos

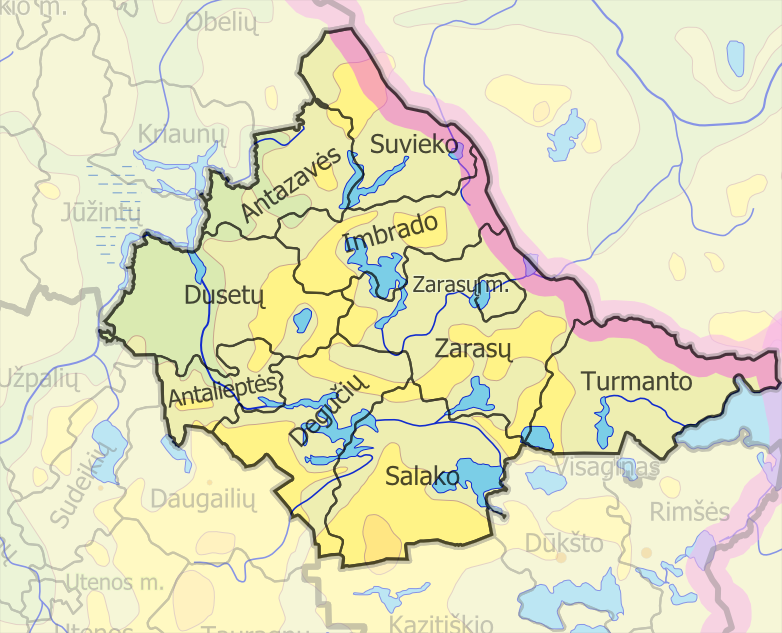
Suddivisioni delle seniūnijos

Il comune distrettuale di Zarasai è formato da 10 seniūnijos. La principale è quella di Zarasai:
- Antalieptės seniūnija (Antalieptė)
- Antazavės seniūnija (Antazavė)
- Degučių seniūnija (Degučiai)
- Dusetų seniūnija (Dusetos)
- Imbrado seniūnija (Imbradas)
- Salako seniūnija (Salakas)
- Suvieko seniūnija (Suviekas)
- Turmanto seniūnija (Turmantas)
- Zarasų seniūnija (Zarasai)
- Zarasų miesto seniūnija (Zarasai)

## Galleria d’immagini

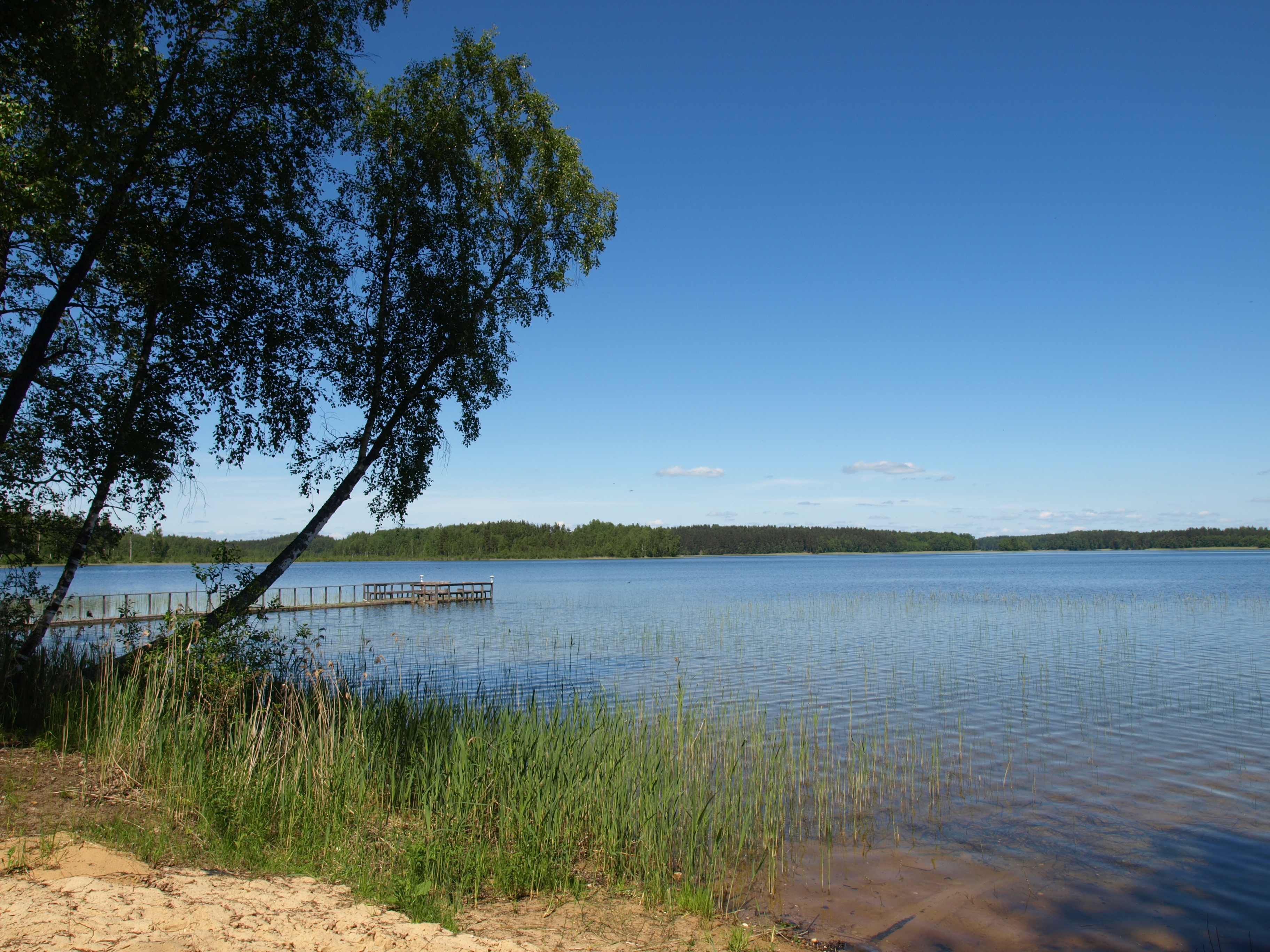
Lago Smalvas
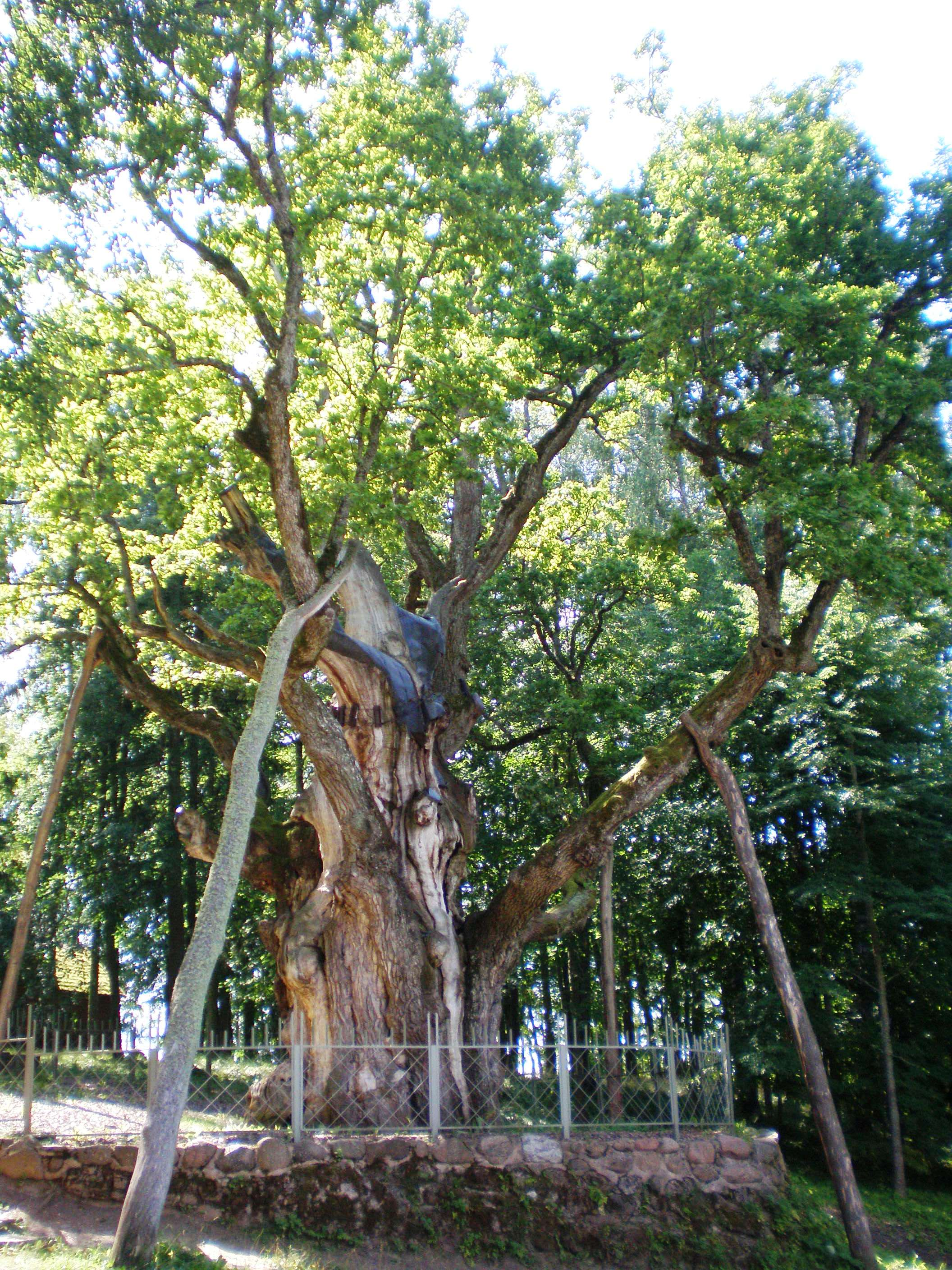
Quercia di Stelmužė
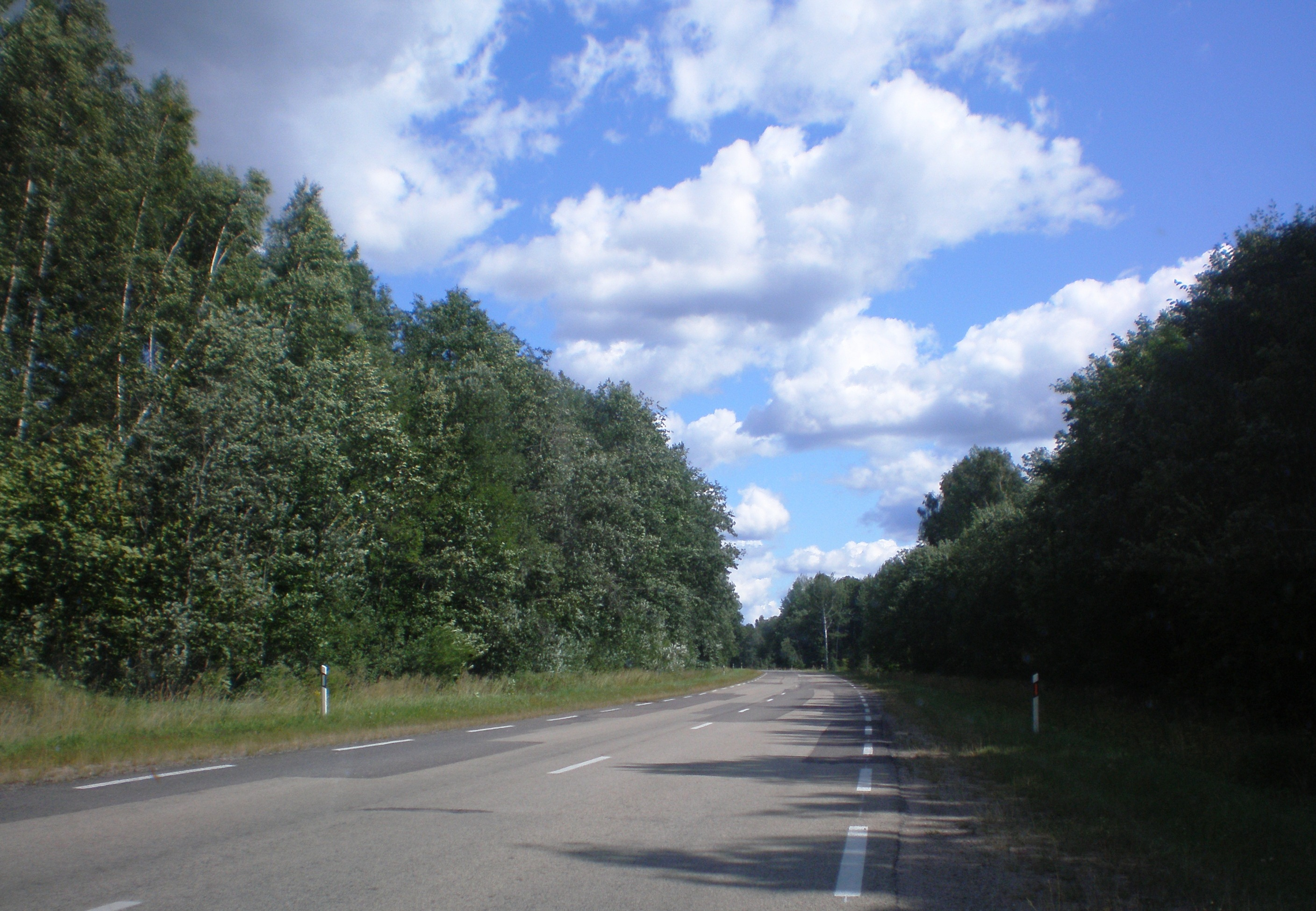
Strada statale lituana (KK117)
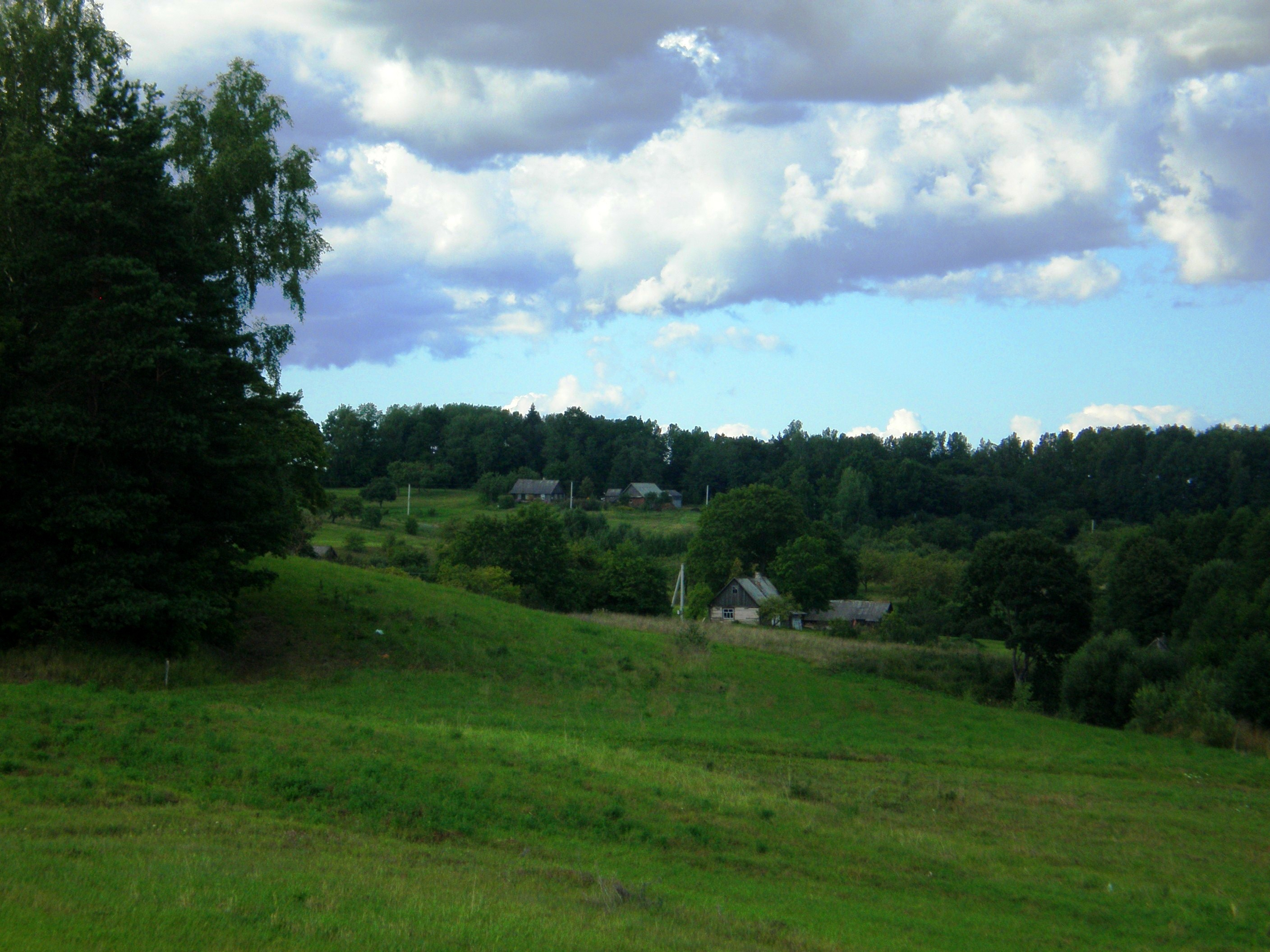
Paesaggio nei pressi di Turmantas
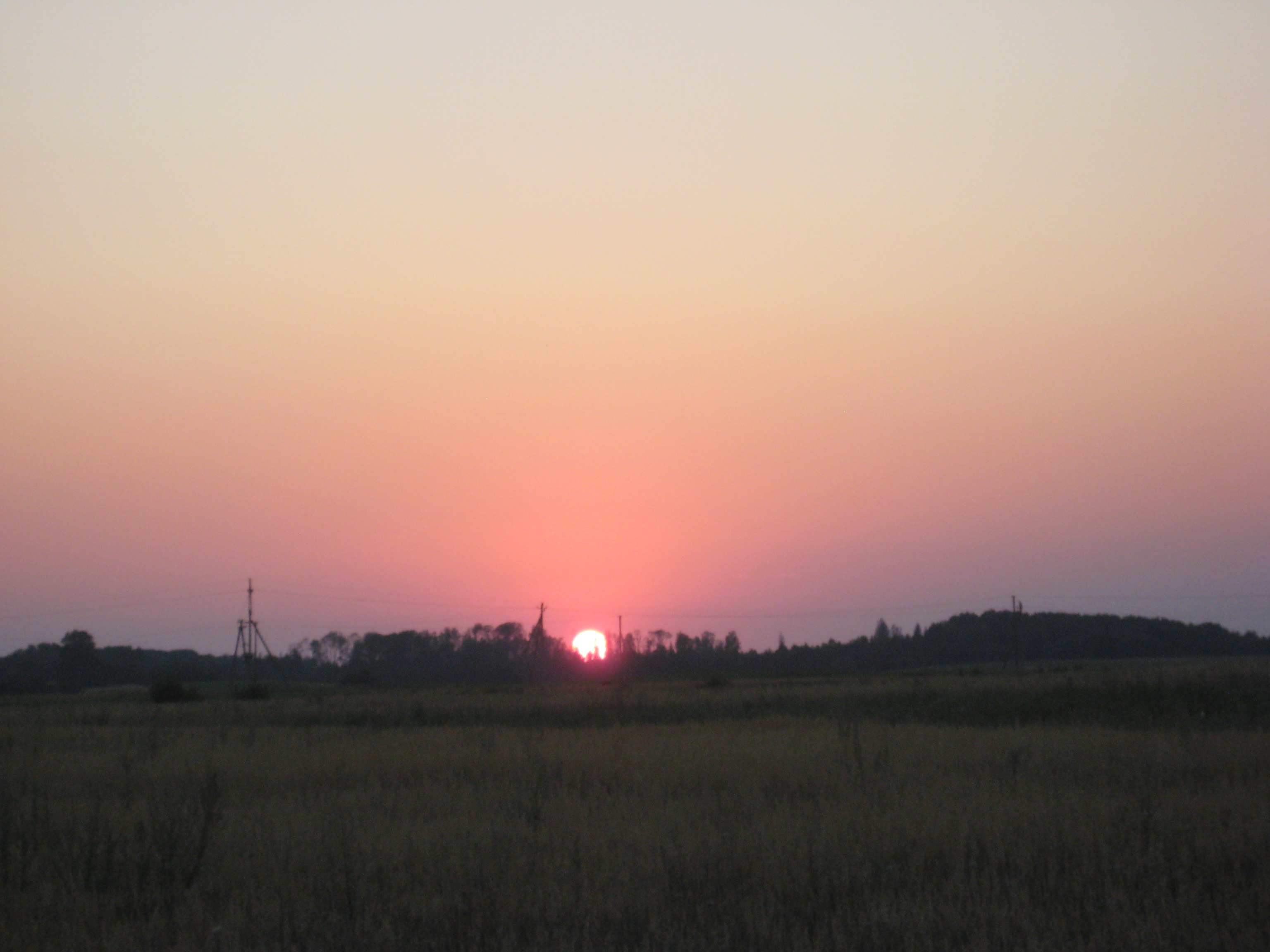
Colline di Aviliai